# Guachochic
Guachochic é uma cidade do estado de Chihuahua, no México.